# Integrovaný dopravní systém Táborska
Integrovaný dopravní systém Táborska (IDS TA) je zaveden v trojici sousedících měst okresu Tábor: Tábora, Sezimova Ústí a Plané nad Lužnicí, a zasahuje do několika dalších blízkých obcí. Propojuje systém městské autobusové dopravy v Táboře, zasahující do všech tří měst i dalších přilehlých obcí, s regionální autobusovou a železniční dopravou v téže oblasti. Integrace spočívá v tom, že předplatní časové jízdenky MHD Tábor platí i v železniční dopravě Českých drah v oblasti dosahu MHD, a ve vyhlášení společných přepravních a tarifních podmínek, které platí pro cestující s jízdenkou IDS. Iniciátorem systému bylo Sdružení měst a obcí okresu Tábor.

## Historie
První etapa systému byla zavedena od počátku roku 2003, kdy předplatní jízdenky MHD začaly platit i na železniční trati na páteřní trase Tábor – Sezimovo Ústí – Planá nad Lužnicí.
Druhá etapa byla spuštěna od počátku roku 2004, kdy byla IDS rozšířena o úseky regionálních autobusových linek a železniční úsek z Tábora do Slap. V té době již systém zahrnoval celou táborskou MHD, souběžné regionální autobusové linky a úseky dvou železničních tratí a krom hlavního trojměstí ještě 5 dalších obcí. Úsek trati 201 Tábor – Nasavrky (zastávka Nasavrky je první stanicí od Tábora) do systému přibyl od 1. 12. 2012, Nasavrky se tak staly šestou malou obcí připojenou k systému.
V prezentaci systému na webu Českých drah se (počátkem roku 2012) uvádí, že v budoucnu by se systém měl rozšiřovat do dalších měst a obcí. V době spouštění I. etapy se počítalo s budoucím rozšiřováním směrem do Chotovin, Milevska či Bechyně. Jediným rozšířením od roku 2004 byla železniční zastávka Nasavrky v roce 2012.
Ještě v roce 2011 byl Integrovaný dopravní systém Táborska jediným IDS v Jihočeském kraji. Integrace mezi Českými Budějovicemi a Hlubokou nad Vltavou, iniciovaná městem České Budějovice, byla z finančních důvodů zrušena v roce 2009. Předchozí vedení Jihočeského kraje připravilo projekt, podle něž by jízdenky vydával přímo kraj, a získalo příslib na dotaci z evropských fondů na vybudování pracoviště krajského IDS za 40 milionů korun, ale nové vedení kraje od projektu z důvodu ekonomické recese upustilo.

## Rozsah dopravy
Do systému je zapojen jeden železniční dopravce (České dráhy a. s.) a jeden autobusový dopravce (COMMET Plus s. r. o.)
Do systému je zahrnut celý systém autobusové MHD Tábor, regionální autobusové linky téhož dopravce v oblasti MHD a dále osobní a spěšné vlaky na trati 220 v úseku Tábor – Sezimovo Ústí – Planá nad Lužnicí, trati 202 Tábor – Horky u Tábora – Slapy a od 1. ledna 2012 i úsek trati 201 Tábor – Nasavrky.

## Tarif
Území je rozděleno do tří tarifních pásem (označovaných někdy též jako tarifní zóny): A, B, C. Stanice a zastávky jsou rozděleny do pásem, přičemž na některých trasách jsou hraniční zastávky, patřící k oběma sousedícím pásmům. Pásmo A tvoří širší centrum města Tábora včetně Klokot, pásmo B táborské části Měšice, Záluží, Hlinice, Čekanice, Náchod, Větrovy a město Sezimovo Ústí, pásmo C město Planá nad Lužnicí, táborské místní části Zárybničná Lhota, Stoklasná Lhota, obce Košín, Radimovice u Tábora, Dražičky, Slapy a Radimovice u Želče.
Předplatní časové jízdenky IDS TA jsou totožné s předplatními časovými jízdenkami MHD Tábor – neexistuje žádná levnější varianta, která by ve vlacích ČD neplatila. Jízdenky se vydávají buď pro jednotlivé pásmo nebo pro kombinaci pásem AB nebo BC nebo pro všechna tři pásma. Jednopásmové jízdenky mají shodnou cenu bez ohledu na to, pro které pásmo jsou určeny, rovněž obě dvojpásmové kombinace mají shodný ceník. Rozdíl ceny mezi jednopásmovou a třípásmovou jízdenkou není příliš veliký (například roční občanská pro jedno pásmo dle ceníku platného v roce 2012 stojí 3600 Kč, třípásmová 4400 Kč).
Podle znění přepravních podmínek účinného od 1. 1. 2012 je jízdním dokladem IDS pouze časová předplatní jízdenka zakoupená v informační kanceláři COMETT PLUS, spol. s r.o. na autobusovém nádraží v Táboře, která se skládá z nepřenosného kmenového listu a nalepeného platného časového kuponu. Předplatní časové jízdenky (časové kupony) se vydávají na 15, 30, 90 nebo 365 dní, vše ve variantě občanské (nezlevněné), žákovské (pro žáky a studenty do 26 let podle zákona 29/1984 Sb.) a seniorské (po osoby od 65 let věku a pro invalidní důchodce). 365denní žákovské jízdenky se vydávají pouze v období od srpna do října. Seniorské jízdné tvoří přesně polovinu plného občanského, 15 denní studentské stojí stejně jako seniorské, na delší období je studentské o trochu levnější než seniorské. Vystavení kmenového listu stojí 20 Kč.
Krátkodobé přestupní jízdenky MHD Tábor ve vlacích ČD neplatí, žádné krátkodobé jízdenky IDS TA neexistují.